# Nikolaj Rasmussen
Nikolaj Rasmussen (ur. 27 września 1973) – duński piłkarz, występujący na pozycji pomocnika.

## Życiorys
Był juniorem AC Horsens, a w okresie gry w tym klubie także reprezentantem Danii U-19. Podczas seniorskiej kariery występował m.in. w Aarhus GF, po czym grał w Aarhus Fremad. W barwach tego klubu zadebiutował w Superligaen, co miało miejsce 25 lipca 1997 roku w wygranym 2:1 spotkaniu z Aarhus GF. Na początku 1998 roku Rasmussen został zawodnikiem Croatii Zagrzeb, jednakże wskutek kontuzji nie zagrał w chorwackim klubie żadnego oficjalnego meczu i po trzech miesiącach wrócił do Danii. Pod koniec sezonu 1997/1998 Rasmussen rozegrał jeszcze cztery spotkania w Aarhus Fremad, a na początku następnego sezonu kontynuował grę w tym klubie. Pod koniec rundy jesiennej rozegrał dwa mecze w barwach Vejle BK. Ogółem Duńczyk rozegrał 23 mecze w Superligaen. Pod koniec 1999 roku odszedł z Vejle. W 2000 roku powrócił do Aarhus GF. W rundzie jesiennej sezonu 2001/2002 był piłkarzem Lyngby BK, jednak nie zagrał w tym klubie żadnego meczu. W latach 2002–2003 reprezentował barwy IFK Malmö FK, dla którego w 22 ligowych meczach strzelił jednego gola.

## Statystyki ligowe
| Sezon         | Klub            | Liga        | Mecze | Gole |
| ------------- | --------------- | ----------- | ----- | ---- |
| 1997/1998 (j) | Aarhus Fremad   | Superligaen | 8     | 1    |
| 1997/1998 (w) | Croatia Zagrzeb | Prva HNL    | 0     | 0    |
| 1997/1998 (w) | Aarhus Fremad   | Superligaen | 4     | 0    |
| 1998/1999 (j) | Aarhus Fremad   | Superligaen | 9     | 1    |
| 1998/1999     | Vejle BK        | Superligaen | 2     | 0    |
| 1999/2000 (j) | Vejle BK        | Superligaen | 0     | 0    |
| 1999/2000 (w) | Aarhus GF       | Superligaen | 0     | 0    |
| 2001/2002 (j) | Lyngby BK       | Superligaen | 0     | 0    |
| 2002          | IFK Malmö       | Superettan  | 8     | 0    |
| 2003          | IFK Malmö       | Superettan  | 14    | 1    |